# Nowosełiwka (przystanek kolejowy w obwodzie odeskim)
Nowosełiwka (ukr. Новоселівка) – przystanek kolejowy w miejscowości Wakuliwka, w rejonie rozdzielniańskim, w obwodzie odeskim, na Ukrainie. Położony jest na linii Żmerynka – Odessa, w obrębie stacji Karpowe.